# Klára Csík
Klára Csík   (Kiskunhalas, 5 d'agost de 1947), de soltera Horváth, és una ex-jugadora d'handbol hongaresa que va competir entre les dècades de 1960 i 1980.
El 1976 va prendre part en els Jocs Olímpics de Mont-real, on guanyà la medalla de bronze en la competició d'handbol. Quatre anys més tard, als Jocs de Moscou, fou quarta en la mateixa competició.
En el seu palmarès també destaquen tres medalles al Campionat del món d'handbol, de bronze el 1971 i 1975 i de plata el 1982. Durant la seva carrera esportiva jugà un total de 206 partits amb la selecció nacional.
A nivell de clubs jugà al Testnevelési Főiskola (fins a 1969), Vasas SC (1969-1982) i Budapesti Spartacus SC (1982-1988).